# Mardż al-Kata
Mardż al-Kata (arab. مرج القطا) – wieś w Syrii, w muhafazie Hims. W 2004 roku liczyła 893 mieszkańców.